# Samuel Iling-Junior
Samuel Iling-Junior (Inglaterra, 4 de octubre de 2003) es un futbolista británico que juega de delantero en el Aston Villa F. C. de la Premier League.

## Trayectoria

### Inicios
Pasó nueve años en el Chelsea F. C., entre 2011 y 2020, y fue ascendido al equipo sub-19 con 16 años. En 2020 decidió abandonar el Chelsea, despertando el interés de clubes como el Paris Saint-Germain F. C., el Bayern de Múnich, el Borussia Dortmund y la Juventus F. C.; con este último firmó un contrato trienal en septiembre de ese año.

### Juventus
El 7 de octubre de 2020 fue incluido en la lista de The Guardian de los 60 mejores talentos del mundo nacidos en 2003. El 2 de abril de 2021 fue convocado por primera vez por la Juventus de Turín "B" junto a su compañero sub-19 Gabriele Mulazzi para un partido de Serie C contra el U. S. Alessandria Calcio 1912. Terminó la temporada 2020-21 con cuatro goles y siete asistencias en 28 partidos con el equipo sub-19.
El 22 de agosto debutó con la Juventus Next Gen en la victoria por 3-2 contra el SSD Pro Sesto en la Copa Italia Serie C. Debutó en la Serie C el 3 de octubre, sustituyendo a Nikola Sekulov en la segunda parte contra el Mantova 1911. Fue convocado por primera vez con el primer equipo el 21 de mayo de 2022 para un partido contra la ACF Fiorentina.
En la temporada 2021-22 mejoró sus estadísticas, ya que jugó 36 partidos y marcó 13 goles. También ayudó al equipo sub-19 a alcanzar las semifinales de la Liga Juvenil de la UEFA, su mejor clasificación histórica en la competición.
Marcó su primer gol como profesional el 3 de septiembre de 2022 con la Juventus Next Gen en el minuto 13 del partido contra el A. C. Trento 1921, que fue su primer partido de la primera temporada. Debutó con el primer equipo en la Serie A en un partido contra el Empoli F. C., el 21 de octubre de 2022, entrando en sustitución de Filip Kostić en el minuto 84. Antes de debutar con el primer equipo, había marcado cuatro goles con el equipo de la Juventus de Turín"B" (tres en la Serie C y uno en la Copa Italia Serie C) y ya había sido convocado varias veces con el primer equipo.
El 25 de octubre debutó en la Liga de Campeones de la UEFA contra el S. L. Benfica, sustituyendo a Kostić en el minuto 70, con la Juventus perdiendo 4-1. Asistió a Arkadiusz Milik en el gol del 4-2 a los seis minutos, y proporcionó un pase clave para el gol de Weston McKennie dos minutos después. Cuatro días más tarde, en un partido fuera de casa contra el U. S. Lecce, asistió al gol de la victoria de Nicolò Fagioli a los 41 segundos de entrar en el terreno de juego; sufrió un traumatismo contuso/esguince en el tobillo derecho tras recibir una falta de Federico Di Francesco, que le dejó fuera de combate durante 20 días.
El 19 de diciembre, la Juventus anunció la renovación de su contrato hasta 2025 y su ascenso al primer equipo. El 19 del mes siguiente, hizo su debut de titular para el primer equipo en el partido de Copa Italia contra el A.C. Monza.
El 2 de marzo de 2023, inició como titular la final de ida de la Copa Italia Serie C contra el L.R. Vicenza con la Juventus Next Gen y marcó el gol del empate al minuto 47; el equipo perdió 2-1. El 11 de abril, jugó también el partido de vuelta y tiró un penalti alto encima del traversaño al nonagésimo minuto; el partido finió 3-2 por los oponentes (5-3 en total).
El 7 de mayo, hizo su debut en Serie A del primer minuto e hizo su primer gol al quincuagésimo sexto minuto contra la Atalanta B. C.

## Selección nacional
Tras haber representado a Inglaterra en las categorías sub-15 y sub-16, fue miembro del equipo ganador de la Copa Syrenka 2019 con la sub-17.
El 6 de octubre de 2021 debutó con Inglaterra sub-19 como suplente durante la derrota por 3-1 ante Francia El 17 de junio de 2022 fue incluido en la selección inglesa sub-19 para el Campeonato Europeo de la UEFA Sub-19 2022, que Inglaterra ganó en la prórroga por 3-1 a Israel el 1 de julio.
El 21 de septiembre de 2022 debutó con Inglaterra sub-20 en la victoria por 3-0 ante Chile.

## Estilo de juego
Juega principalmente de extremo, ya sea por la izquierda o por la derecha. Su polivalencia le ha permitido ser utilizado en varias zonas del campo por Andrea Bonatti, entrenador de la Juventus sub-19, como lateral izquierdo, delantero izquierdo o derecho, centrocampista ofensivo o centrocampista central. Sus principales cualidades son el gol, el regate y la carrera.

## Estadísticas

### Clubes
Actualizado al último partido disputado el 5 de noviembre de 2024.
| Club                        | Div.          | Temporada     | Liga  | Liga  | Liga   | Copas nacionales | Copas nacionales | Copas nacionales | Copas internacionales | Copas internacionales | Copas internacionales | Total | Total | Total  |
| Club                        | Div.          | Temporada     | Part. | Goles | Asist. | Part.            | Goles            | Asist.           | Part.                 | Goles                 | Asist.                | Part. | Goles | Asist. |
| --------------------------- | ------------- | ------------- | ----- | ----- | ------ | ---------------- | ---------------- | ---------------- | --------------------- | --------------------- | --------------------- | ----- | ----- | ------ |
| Juventus Next Gen · Italia  | 3.ª           | 2021-22       | 1     | 0     | 0      | 1                | 0                | 0                | —                     | —                     | —                     | 2     | 1     | 0      |
| Juventus Next Gen · Italia  | 3.ª           | 2022-23       | 8     | 3     | 1      | 3                | 2                | 1                | —                     | —                     | —                     | 11    | 5     | 2      |
| Juventus Next Gen · Italia  | Total club    | Total club    | 9     | 3     | 1      | 4                | 2                | 1                | 0                     | 0                     | 0                     | 13    | 5     | 2      |
| Juventus F. C. · Italia     | 1.ª           | 2022-23       | 12    | 1     | 1      | 1                | 0                | 0                | 5                     | 0                     | 1                     | 18    | 1     | 2      |
| Juventus F. C. · Italia     | 1.ª           | 2023-24       | 24    | 1     | 2      | 3                | 0                | 0                | —                     | —                     | —                     | 27    | 1     | 2      |
| Juventus F. C. · Italia     | Total club    | Total club    | 36    | 2     | 3      | 4                | 0                | 0                | 5                     | 0                     | 1                     | 45    | 2     | 4      |
| Bologna F. C. 1909 · Italia | 1.ª           | 2024-25       | 3     | 1     | 0      | 0                | 0                | 0                | 4                     | 0                     | 0                     | 7     | 1     | 0      |
| Bologna F. C. 1909 · Italia | Total club    | Total club    | 3     | 1     | 0      | 0                | 0                | 0                | 4                     | 0                     | 0                     | 7     | 1     | 0      |
| Total carrera               | Total carrera | Total carrera | 48    | 6     | 4      | 8                | 2                | 1                | 9                     | 0                     | 1                     | 65    | 8     | 6      |

## Palmarés

### Títulos nacionales
| Título      | Club           | País   | Año  |
| ----------- | -------------- | ------ | ---- |
| Copa Italia | Juventus F. C. | Italia | 2024 |

### Títulos internacionales
| Título                               | Equipo            | Sede       | Año  |
| ------------------------------------ | ----------------- | ---------- | ---- |
| Campeonato Europeo de la UEFA Sub-19 | Inglaterra sub-19 | Eslovaquia | 2022 |
| Eurocopa Sub-21                      | Inglaterra sub-21 | Eslovaquia | 2025 |